# NGC 388
NGC 388 è una galassia ellittica situata nella costellazione dei Pesci.
Fu scoperta il 4 novembre 1850 da Bindon Stoney.